# Predator (film)
Predator (1987) este un film american de acțiune științifico-fantastic regizat de John McTiernan, cu Arnold Schwarzenegger, Carl Weathers, Jesse Ventura și Kevin Peter Hall în rolurile principale. A fost distribuit de 20th Century Fox.
Povestea prezintă o echipă de elită a forțelor speciale, condusă de 'Dutch' (Arnold Schwarzenegger), într-o misiune de salvare a ostaticilor de pe un teritoriu de gherilă din America Centrală. Fără știrea grupului, ei sunt vânați de către o formă de viață extraterestră avansată tehnologic, Predator.
Scenariul pentru filmul Predator a fost scris de Jim și John Thomas în 1985, sub titlul de lucru „Hunter”. Filmările au început în aprilie 1986, efectele speciale ale creaturii au fost concepute de către Stan Winston. Bugetul filmului a fost în jurul valorii de 15 milioane dolari. Lansat în Statele Unite pe 12 iunie 1987, acesta a avut încasări de 98.267.558 dolari.
Reacțiile inițiale ale criticii la adresa filmului Predator au fost împărțite, criticile concentrându-se asupra scenariului subțire. Cu toate acestea, în anii următori atitudinea criticilor față de film s-a îmbunătățit, Predator apărând pe o serie de liste cu cele mai bune filme. Două continuări ale filmului, Predator 2 (1990) și Predators (2010), precum și două filme care aparțin și francizei Alien, Alien vs. Predator (2004) și Aliens vs. Predator: Requiem (2007), au fost produse.

## Povestea
O navă spațială extraterestră intră în atmosfera Pământului și coboară spre America Centrală. 
După aceea, Maiorul Alan 'Dutch' Schaefer (Arnold Schwarzenegger) sosește în Guatemala, însoțit de echipa sa de elită pentru o operațiune de salvare a unui ministru care a fost răpit de către forțele de gherilă din Val Verde. Vechiul amic al lui 'Dutch', acum angajat al CIA, George Dillon (Carl Weathers), sosește în calitate de om de legătură și se alătură echipei: Mac Eliot (Bill Duke), Blain Cooper (Jesse Ventura), Billy Sole (Sonny Landham), Jorge 'Poncho' Ramirez (Richard Chaves) și Rick Hawkins (Shane Black). Echipa ajunge în junglă cu elicopterul și astfel începe vânătoarea sa.
Ei găsesc în curând epava unui elicopter doborât, și mai târziu, rămășițele mai multor trupuri jupuite identificate ca aparținând unei unități a forțelor speciale a armatei americane, a căror prezență în această țară îl contrariază pe 'Dutch'. Apoi urmăresc gherilele până ajung într-o tabără a rebelilor puternic apărată. Echipa împușcă toți rebelii, cu excepția unei femei numită Anna (Elpidia Carrillo) pe care o iau prizonieră. 'Dutch' este înfuriat atunci când Dillon îi mărturisește că misiunea de salvare a fost doar un truc pentru a face ca grupul său să atace tabără rebelă și că oamenii pe care i-au găsit mai devreme au dispărut într-o misiune eșuată de salvare a doi agenți CIA. În timp ce echipa se deplasează către punctul de extracție, este observată de la distanță de către o creatură necunoscută, care folosește o tehnologie de vedere termică.

## Distribuția

Distribuția principală a filmului Predator. De la stânga la dreapta: Ventura, Black, Schwarzenegger, Duke, Weathers, Landham și Chaves.

- Arnold Schwarzenegger este Maior Alan 'Dutch' Schaefer, un fost membru al Beretelor Verzi
- Carl Weathers este George Dillon, un fost membru al echipei lui 'Dutch', momentan agent CIA, trimis împreună cu echipa lui 'Dutch'
- Elpidia Carrillo este Anna Gonsalves, membru de gherilă, capturată de trupele lui 'Dutch' în urma unei lupte cu rebelii
- Bill Duke este Mac Eliot, un prieten apropiat al lui Blain, ei au luptat împreună în Vietnam.
- Jesse Ventura este Blain Cooper, care a luptat alături de Mac în Războiul din Vietnam. El adesea mestecă tutun și poartă o pălărie ponosită și veche. Arma lui este o M134 Minigun modificată pe care el o numește Vech' Pedepsitor.
- Sonny Landham este Billy Sole, un căutător de urme amerindian
- Richard Chaves este Jorge "Poncho" Ramirez, un Chicano[1] care vorbește fluent limba spaniolă și care traduce inițial pentru Anna.
- Shane Black este Rick Hawkins, operatorul radio al echipei și expert tehnic, cunoscut pentru citirea benzilor desenate și pentru că trebuie să explice glumele cu tentă sexuală pe care le spune.
- R. G. Armstrong este generalul-maior Homer Phillips, coordonatorul misiunii, cel care a format echipa pe baza reputației lor.
- Kevin Peter Hall este Predator, un membru al unei rase războinice care vânează agresiv membrii altor specii (inclusiv inteligente) pentru sport. El folosește camuflajul activ, o armă cu plasmă și poate vedea în spectrul infraroșu. El a reluat rolul în Predator 2. Hall a mai interpretat scena finală cu pilotul de elicopter. Peter Cullen, necreditat, a realizat efecte vocale ale creaturii.[2]
- Sven-Ole Thorsen are o apariție, necreditată, în rolul unui consilier militar rus.